# Моран, Терри
Терри Моран (род. 9 декабря 1959 года)  — американский журналист, старший национальный корреспондент ABC News . Ранее Моран занимал должность главного иностранного корреспондента ABC с 2013 по 2018 год; соведущего новостного шоу Nightline на канале ABC с 2005 по 2013 год; и главного корреспондента Белого дома с 1999 по 2005 год.
В апреле 2025 года Моран брал интервью у 45-го и 47-го президента Соединённых Штатов Америки Дональда Трампа.

## Биография
В 1982 году он окончил Университет Лоуренса по специальности английский язык, где также занимался редактированием студенческой газеты The Lawrentian. Начал профессиональную деятельность в журнале The New Republic, затем работал редактором в вашингтонском издании Legal Times. В период с 1992 по 1997 год Моран был корреспондентом и ведущим новостей на канале Court TV, что принесло ему широкую национальную известность.

## Личная жизнь
Моран был женат два раза. Его первой женой была Корен Ослер, на которой поженился в конце 1980-х.  В 2015 году он обручился со своей второй женой, которую зовут Джоанна Кокс. Она является лингвистиком, изучающим китайский язык. У Морана и Джоанны есть трое детей и с прошлого брака у Морана есть один ребёнок.

## Галерея

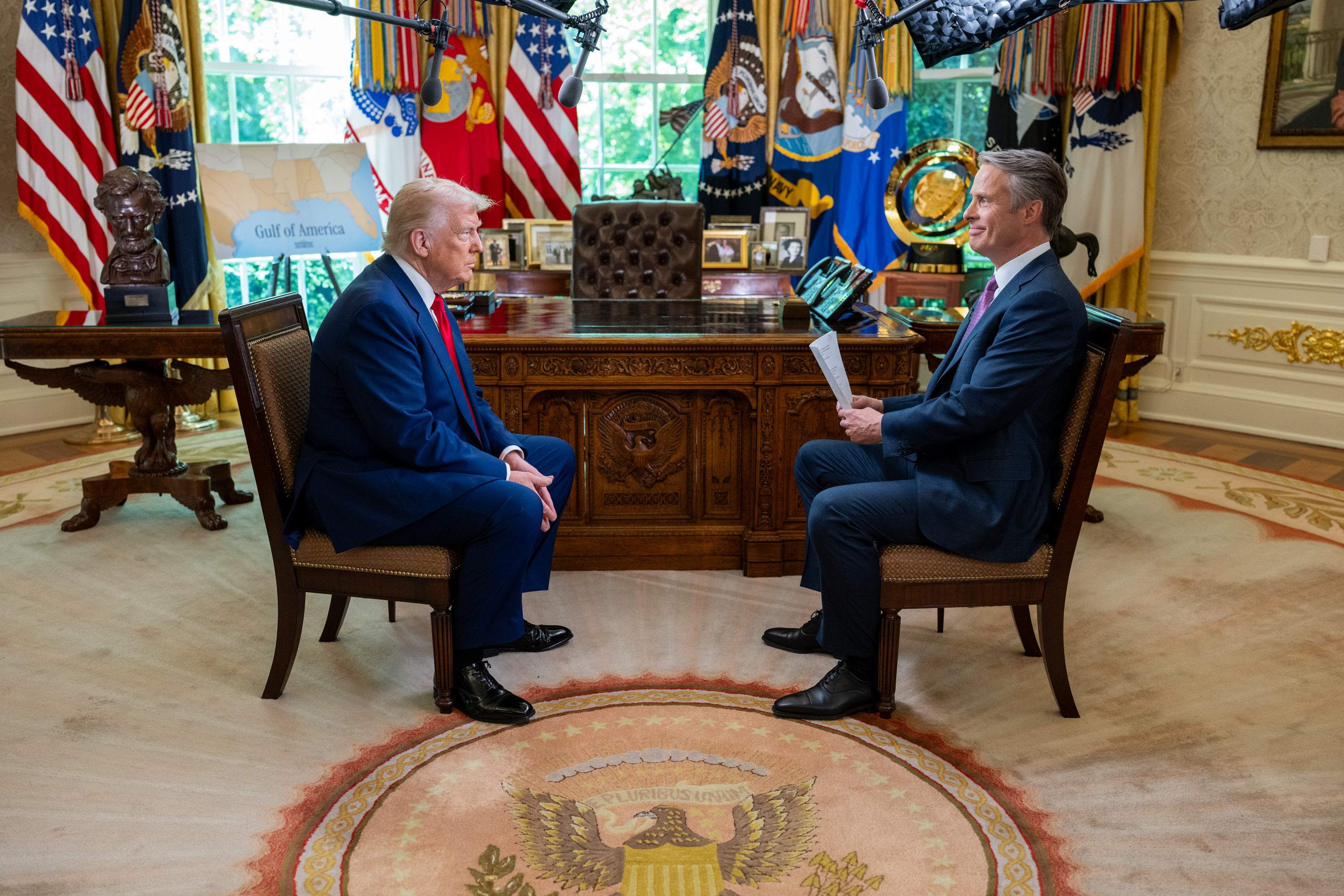
Терри Моран берёт интервью у президента США Дональда Трампа 2025 год.
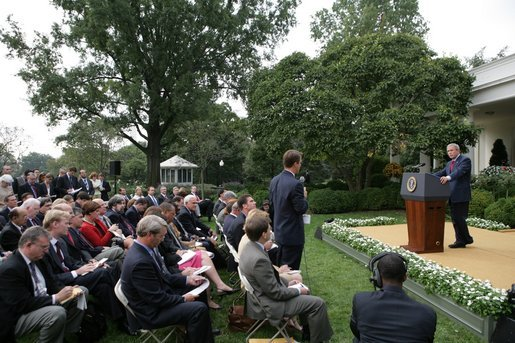
Терри Моран обращается к президенту Джоржу Бушу. 2005 год.

## См.также
- Военный корреспондент